# Ахилей (узурпатор)
Аврелий Ахилей (на латински: Aurelius Achilleus) е узурпатор на императорската титла в римската провинция Египет, през 297–8 година.
Ахилей заема длъжността на corrector при Домиций Домициан, който през 297 г. вдига бунт срещу император Диоклециан в Александрия, Египет. Императорът обсажда метежниците в Александрия в продължение на осем месеца. След смъртта на Домициан (декември 297 г.) Ахилей оглавява защитата на обсадения град. През март 298 г. жителите на Александрия капитулират и предават Ахилей на император Диоклециан. Плененият узурпатор е съден и екзекутиран.